# Gertrud Eysoldt

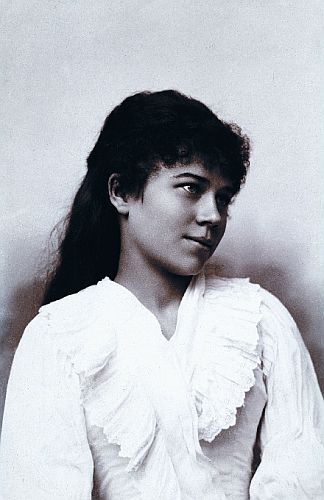
Gertrud Eysoldt, omkring 1888.

Gertrud Franziska Gabriele Eysoldt, född den 30 november 1870 i Pirna, död den 6 januari 1955 i Ohlstadt, var en tysk skådespelerska.
Eysoldt gick på konservatoriet i München, och fick hovskådespelaren Heinrich Richter till lärare. 1889 knöts hon som elev till Hoftheater i München, och engagerades därefter vid Hoftheater i Meiningen och stadsteatern i Riga. Åren 1893–1897 var hon vid Hoftheater i Stuttgart, 1899 på Schillertheater i Berlin och 1900 på Lessingtheater, innan hon 1905 gick över till Max Reinhardt vid Deutsches Theater.
Bland Eysoldts främsta roller märks Nora i Henrik Ibsens Et dukkehjem, titelrollerna i August Strindbergs Fröken Julie, Euripides Elektra, Oscar Wildes Salome, och Puck i Shakespeares En midsommarnattsdröm, men hon förknippas särskilt med uppsättningar av Frank Wedekinds dramatik, som titelrollen i Lulu. Hon spelade även i några filmer, både stumfilm och talfilm.